# Iziphya mackaueri
Iziphya mackaueri är en insektsart. Iziphya mackaueri ingår i släktet Iziphya och familjen långrörsbladlöss. Inga underarter finns listade i Catalogue of Life.